# Paul Friedrich Ascherson
Paul Friedrich August Ascherson, född 4 juni 1834 i Berlin, död där 6 mars 1913, var en tysk botaniker, växtsystematiker och växtgeograf. Han var bror till Ferdinand Ascherson.
Ascherson var från 1873 extra ordinarie professor i växtgeografi vid Berlins universitet. Han deltog 1873–1874 i Gerhard Rohlfs expedition för utforskande av Libyska öknen och genomforskade själv ensam den så kallade lilla oasen 1876 samt den egyptiska Tothmasöknen 1887. 
Ascherson utgav Flora der Provinz Brandenburg (tre delar, 1859–1864) och bearbetade för Rohlfs 1881 utgivna arbete om oasen Kufra de från mellersta Nordafrika hittills kända växterna. Av Aschersons övriga arbeten kan nämnas Catalogus cormophytorum Serbiæ, Bosniæ (tillsammans med August Kanitz, 1877), Illustration de la flore d'Egypte (tillsammans med Georg August Schweinfurth, 1887–1889), ett av huvudarbetana över Nordostafrikas växter, Synopsis der mitteleuropäischen Flora (med Paul Graebner, 1896 ff.), Flora des nordostdeutschen Flachlandes (tillsammans med Graebner, 1898–1899) samt Nordostdeutsche Schulflora (med Graebner och Rudolf Beyer, 1902) samt det stort anlagda och för kännedomen om Europas växter oumbärliga verket Synopsis der mitteleuropäischen Flora (från 1894), av vilket vid hans död fem delar utkommit.

## Auktorsnamn
Två olika auktorsnamn har förekommit vid olika tidpunkter:
1. Auktorsnamnet Ascherson kan användas för Paul Friedrich Ascherson i samband med ett vetenskapligt namn inom botaniken; se Wikipediaartiklar som länkar till auktorsnamnet.
2. Auktorsnamnet Asch. kan användas för Paul Friedrich Ascherson i samband med ett vetenskapligt namn inom botaniken; se Wikipediaartiklar som länkar till auktorsnamnet.